# Róbert Gunnarsson
Róbert Gunnarsson (22 de mayo de 1980, Reikiavik, Islandia) es un exjugador profesional de balonmano que jugó de pívot. Su último equipo fue el Århus GF y fue un componente de la selección de balonmano de Islandia. Ha participado en el 2003, 2005, 2007, 2011 y 2013, los campeonatos europeos de 2004, 2006, 2008, 2010, 2012 y los Juegos Olímpicos de 2004, Juegos Olímpicos de 2008 y Juegos Olímpicos de 2012.

## Clubes
- ÍF Fylkir
- Fram Reykjavík
- Aarhus GF (2005)
- VfL Gummersbach (2005-2010)
- Rhein-Neckar Löwen (2010-2012)
- Paris HB (2012-2016)
- Århus GF (2016-2018)

## Palmarés

### Selección nacional

#### Campeonato de Europa
- Medalla de bronce en el Campeonato de Europa de 2010

#### Juegos Olímpicos
- Medalla de plata en los Juegos Olímpicos de Pekín 2008